# Histioea hoffmannsi
Histioea hoffmannsi är en fjärilsart som beskrevs av Rothschild 1911. Histioea hoffmannsi ingår i släktet Histioea och familjen björnspinnare. Inga underarter finns listade i Catalogue of Life.